# Shanban (sockenhuvudort i Kina, Hunan Sheng, lat 29,56, long 111,53)
Shanban är en sockenhuvudort i Kina. Den ligger i provinsen Hunan, i den södra delen av landet, omkring 210 kilometer nordväst om provinshuvudstaden Changsha. Antalet invånare är 12 447. Befolkningen består av 6 268 kvinnor och 6 179 män. Barn under 15 år utgör 16,0 %, vuxna 15-64 år 70 %, och äldre över 65 år 12,0 %.
Runt Shanban är det tätbefolkat, med 308 invånare per kvadratkilometer. Närmaste större samhälle är Hekou, 9,5 km nordost om Shanban. I omgivningarna runt Shanban växer huvudsakligen savannskog.
Genomsnittlig årsnederbörd är 1 565 millimeter. Den regnigaste månaden är maj, med i genomsnitt 222 mm nederbörd, och den torraste är december, med 22 mm nederbörd.